# 拉维陨石坑
拉维陨石坑（Ravi）是月球正面位于阿方索环形山东北坑底的一座小撞击坑，其名称取自印度男性名，1976年被国际天文学联合会正式接受。

## 描述
与该陨坑最靠近的是西南大小类似的嫦娥月坑以及东北偏东的莫妮拉月坑、何塞月坑和索拉娅月坑。它的中心月面坐标为12°30′S 1°58′W / 12.5°S 1.97°W，直径1.62公里，深约0.297公里。
拉维陨石坑位于阿方索环形山坑底一条月溪的分支上，外观呈圆杯状，坑壁最大高出周边地形60米，内部容积约为0.17立方千米，坑壁及坑内没有其它醒目地貌结构。

## 探测目标区

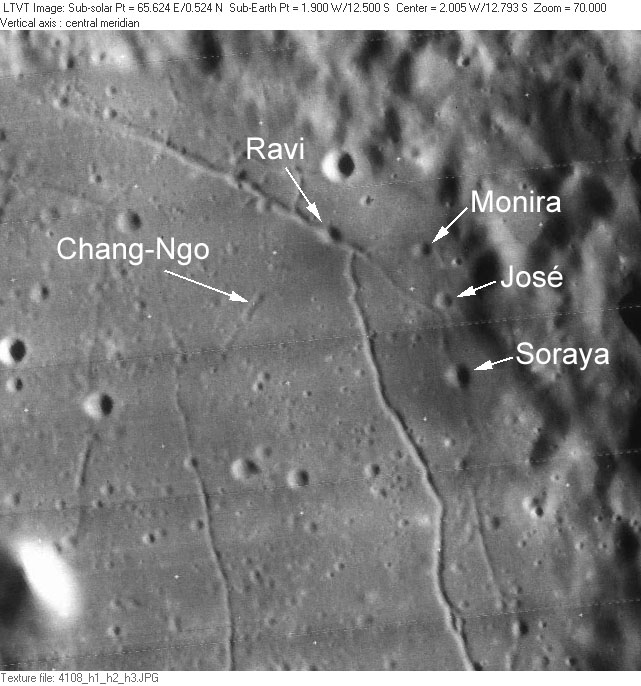
拉维陨石坑的周边，月球勘测轨道飞行器拍摄。

拉维陨石坑周边区域被宣布为美国未来星座太空计划的目标探测区。

## 外面链接
- 月球数码摄影图集. （页面存档备份，存于）
- 阿波罗12、14和16号拍摄的照片. （页面存档备份，存于）
- LAC-77 图中的拉维陨石坑. （页面存档备份，存于）
- 拉维陨石坑周边月面图. （页面存档备份，存于）
- LM-77 图中的拉维陨石坑. （页面存档备份，存于）
- 拉维陨石坑周边地形图. （页面存档备份，存于）
- 维基月球环形山在线解说-拉维陨石坑. （页面存档备份，存于）
- Andersson, L.E., and E.A. Whitaker, 美国宇航局月球地名目录,美国宇航局参考出版物 1097, 1982年10月. （页面存档备份，存于）